# クリスタルエージェンシー
クリスタルエージェンシーは、日本のAVプロダクションである。

## 概要
2017年発足。AVプロダクション。所属タレントの育成やマネジメントを行う。東京を中心に全国から応募を受け付けている。
外国人の男優や、男の娘など幅広い募集をかけており、顔を出さなくても稼げるお仕事」を中心にAV女優のプライバシー問題に配慮した取り組みを行っている。